# Lacoste (Hérault)

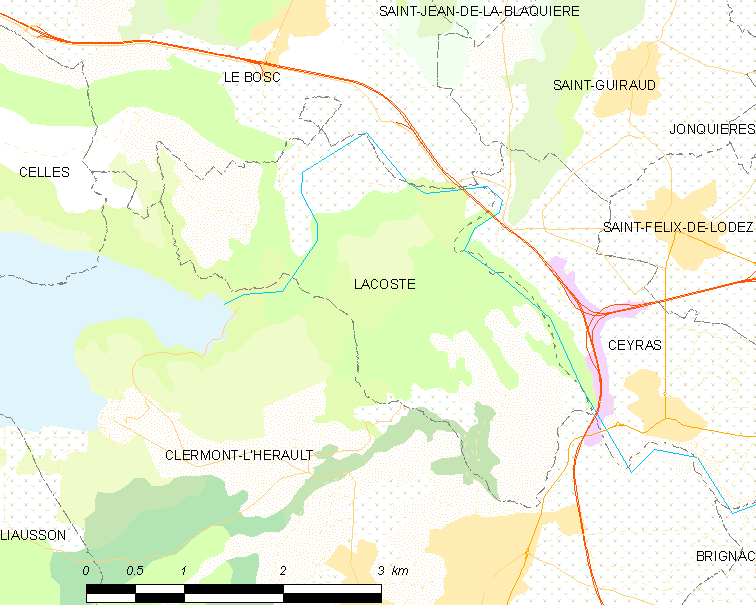
Mapa

 Lacoste  es una población y comuna francesa, situada en la región de Occitania, departamento de Hérault, en el distrito de Lodève y cantón de Clermont-l'Hérault.

## Demografía
| 132 | 125 | 145 | 174 | 225 | 248 | 328 |
| Para los censos de 1962 a 1999 la población legal corresponde a la población sin duplicidades (Fuente: INSEE [Consultar]) |     |     |     |     |     |     |